# Eochaid mac Echdach
Eochaid mac Eochaid (fl. VIII secolo) regnò sulla Dál Riata (odierna Scozia occidentale e contea irlandese di Antrim) dal 726 al 733.

## Biografia
Era figlio di re Eochaid mac Domangairt e probabilmente salì sul trono deponendo il cugino Dúngal mac Selbaig, figlio di Selbach, che avrebbe tentato di riportare a potere il figlio combattendo contro Eochaid a Irros Foichnae nel 727, senza però, almeno pare, riuscirci. Diversi annali parlano di una spedizione navale dalriadiana verso l'Irlanda per appoggiare Flaithbertach mac Loingsig nella sua guerra contro Áed Allán. Ciò potrebbe essere avvenuto durante il regno di Eochaid o del suo successore. Suo figlio Áed Find sarebbe in seguito divenuto re mentre nell'immediato sul trono sarebbe salito Muiredach mac Ainbcellaig dei Cenél Loairn.

## Fonti
- Annals of Ulster at CELT (translated)
- Annals of Tigernach at CELT
- Duan Albanach at CELT (translated)